# 민병석
민병석(閔丙奭, 1858년 ~ 1940년)은 조선 말기의 정치인으로 일제강점기에 일제 통치에 적극 협조했던 친일반민족행위자다. 이완용은 그의 처내종으로 사돈지간이 되며, 절친한 친구 사이이기도 했다.
조선 말기에 동부승지, 이조참판, 평안도관찰사 등을 역임했으며, 대한제국기에는 농상공부대신, 군부대신, 철도원 총재, 헌병대 사령관, 궁내부대신 등을 지냈다. 일제강점기에는 이왕직장관, 조선귀족회 회장, 중추원 부회장, 조선사편수회 고문 등으로 활동하였다. ‘경술국적(庚戌國賊)’으로 지탄을 받았으며, 자작의 작위를 받았다.

## 생애

### 생애 초기
충청도 회덕군 출생으로 본관은 여흥(驪興), 자는 경소(景召), 호는 시남(詩南) · 의재(毅齊)이다. 민관식(閔觀植)의 둘째 아들로 태어나 예조판서를 지낸 민영위(閔泳緯)의 아들 양손자로 입양되었다. 1879년(고종 16년)에 식년시에 병과(丙科)로 합격하였다. 명성황후의 지원 아래 집권한 여흥 민씨 가문의 한 사람으로서 이후 출세 가도를 달렸다. 특히, 1882년 임오군란 때 위기 상황에서 명성황후를 호위하여 총애를 받게 되었고, 1883년 승지가 되었다.

### 관료 생활
1884년 성균관의 책임자인 대사성과 도승지를 겸하는 요직에 임명되었고, 갑신정변 때는 일본으로 달아난 김옥균 암살 계획을 세우기도 했다. 그는 명성황후와 정적인 흥선대원군의 대결을 이용하려는 각국의 음모가 진행되는 동안 잠시 피해 있다가, 1888년 예조참판에 임명된 것을 시작으로 또다시 고위직에 머물렀다. 1889년부터 5년간 평안도에서 평안감사를 지내면서 백성들의 원망이 높았고 조병세의 탄핵을 받을 만큼 악정을 펼쳤다.
여흥 민씨 세력이 대부분 초기에는 반일파에 속하여, 민병석도 처음부터 일본과 가깝지는 않았다. 1894년 청일 전쟁이 일어났을 때는 청나라와 내통하여 일본을 몰아내려다가 실패하여 유배된 바 있고, 삼국간섭 이후 풀려났다가 아관파천으로 친러파가 집권했을 때는 친러파의 거두였던 이완용과의 친분으로 내각에 기용되었다.

### 대한제국 건국 이후
민씨 척족의 일원이었던 그는 명성황후가 살해된 뒤에도 계속 요직을 맡게 된다. 그러나 이후 일본의 세력이 강성해지자 이완용과 함께 친러파에서 친일파로 전향하였다.
1897년 대한제국 건국 후 궁내부 특진관, 헌병대 사령관, 각부의 대신, 시종원경 등의 고위직을 지냈으며, 대한천일은행을 비롯하여 직조회사와 농업회사 경영에 참여하는 등 산업계와 금융계에서도 활동하였다. 1905년 이토 히로부미 초빙 작업을 위해 일본에 다녀오기도 했다. 1909년 자신과 가까웠던 이토 히로부미가 안중근에게 저격당하자 장례식에 박제빈 등과 함께 조문 사절로 다녀왔다.

### 한일 병탄 이후
1910년 한일 병합 조약 체결에 경술국적의 한 사람으로서 적극 협력하여 일본 정부로부터 자작위를 수여 받았으며, 1911년에는 이왕직 장관이 되어 의민태자와 이방자의 정략결혼에 깊이 개입하였다. 1912년 의친왕의 수행원으로 일본 메이지 일왕의 장례식에 참석하였다. 이후 수시로 일본을 다녀왔으며, 영친왕과 이방자의 결혼 식 때 한국측 대표로 참석하였다.
1925년부터 1939년까지 조선총독부 중추원 고문을 5회 중임하였고, 친일 애국금체회의 발기인이었고, 그의 아내 심경섭(沈卿燮)은 그 간사였다. 1935년 총독부가 편찬한 《조선공로자명감》에 조선인 공로자 353명 중 한 명으로 수록되어 있다.
1940년 8월 사망했다.

## 사후
묘소는 경기도 여주시 대신면 옥촌리 벌말부락 북쪽 언덕에 남서향으로 매장되었다. 묘 앞에는 혼유석, 상석, 고석, 향로석, 망주석, 석양 등의 각종 석물들이 있다.
2002년 발표된 친일파 708인 명단과 2008년 민족문제연구소에서 친일인명사전에 수록하기 위해 정리한 친일인명사전 수록예정자 명단에 자작위를 습작 받은 장남 민홍기와 함께 선정되었다. 민족문제연구소의 목록에는 차남인 민복기도 법조 부문 친일 행위자로 포함되어 있다. 2009년 친일반민족행위진상규명위원회가 발표한 친일반민족행위 705인 명단에도 포함되었다.
2007년 5월 대한민국 친일반민족행위자재산조사위원회는 민병석 소유의 재산을 국가로 환수하기로 결정 했고, 11월 22일 제3차 재산환수 대상자를 선정하면서 친일반민족행위자 재산의 국가귀속에 관한 특별법 시행 이후 제3자에게 처분한 민병석의 재산도 국가에 귀속시킨다는 결정을 내렸다. 민병석의 후손들은 민병석의 재산은 친일 행위의 대가로 취득한 것이 아니라며 불복 소송을 제기했다.

## 가족 관계
- 친조부 : 민영위(閔泳緯, 1818 ~ ?)
  - 친부 : 민관식(閔觀植)
  - 양부 : 민경식(閔敬植)
    - 부인 : 자작부인 청송 심씨 심경섭(沈卿燮) - 심재민(沈在民)의 딸, 심노동(沈魯東)의 손녀, 증 좌승지 심현(沈鉉)의 12대손, 형조판서 심광언(沈光彦)의 13대손
      - 장남 : 민홍기(閔弘基) - 일제 자작(아버지 사후 습작)
      - 차남 : 민복기(閔復基) - 대법원장 역임
        - 손자 : 민경성(閔庚成) - 기업인
        - 손자 : 민경택(閔庚宅) - 법조인
        - 손자 : 민경삼(閔庚三) - 기업인

## 참고 자료
- 반민족문제연구소 (1993년 2월 1일). 〈민병석 : 조선인 대지주로 손꼽힌 민씨 척족의 대표 (서영희)〉. 《친일파 99인 1》. 서울: 돌베개. ISBN 978-89-7199-011-7.